# He's Your Dog, Charlie Brown
He's Your Dog, Charlie Brown (no Brasil: Ele É Seu Cachorro, Charlie Brown ou O Cachorro É Seu, Charlie Brown) é o quinto especial de TV dos Peanuts, exibido pela primeira vez em em 14 de fevereiro 1968 na CBS. No Brasil, foi exibido pelo SBT (anos 80, com dublagem da Maga) e também pela RecordTV (entre 2007 e 2008, com dublagem da VTI Rio), além de ter sido distribuído em fitas VHS (também nos anos 80 e com dublagem da Maga) e em DVD.

## Sinopse
Devido a problemas de comportamento, Charlie Brown decide mandar Snoopy para fazer um curso de obediência na Daisy Hill Puppy Farm (a fazenda de filhotes onde Snoopy nasceu e logo depois foi comprado pelos pais de Charlie Brown), a fim de torná-lo mais disciplinado. Como a viagem até a fazenda é longa, Patty Pimentinha permite que Snoopy pernoite em sua casa para prosseguir com a viagem no dia seguinte, porém ele fica lá uma semana, deixando Charlie Brown decepcionado. Snoopy volta para a casa de Patty Pimentinha, mas ela só permite que ele fique na casa se ele colaborar com as tarefas domésticas. Obviamente ele não aguenta e retorna para a casa de Charlie Brown.

## Trilha sonora
Assim como nos especiais anteriores, a trilha é composta pelo pianista Vince Guaraldi, cujas músicas podem ser encontradas principalmente no álbum Oh, Good Grief e A boy named Charlie Brown. As músicas de maior destaque são:
- It's your dog, Charlie Brown (música tema do especial)
- Charlie Brown's All Stars
- Red Baron
- Peppermint Patty Theme
- Happiness Is
- Linus and Lucy

## Dublagem

### EUA
- Peter Robbins - Charlie Brown
- Bill Melendez - Snoopy
- Sally Dryer - Lucy Van Pelt
- Christopher Shea - Linus Van Pelt (Lino)
- Gail DeFaria - Patty Pimentinha (Peppermint Patty)

### Brasil (estúdioMaga)
- Marcelo Gastaldi - Charlie Brown
- Telma Lúcia - Lino
- Lúcia Helena - Lucy
- Carlos Seidl - Schroeder
- Sandra Mara Azevedo - Patty Pimentinha

### Brasil (estúdioVTI)
- José Leonardo - Charlie Brown
- Felipe Drummond - Lino
- Jéssica Marina - Lucy
- Bruno Pontes - Schroeder
- Lina Mendes - Patty Pimentinha